# Liste des régions administratives du Québec par PIB
Cet article présente une liste des régions administratives du Québec par PIB. Les dix-sept régions administratives du Québec sont listées, en indiquant le produit intérieur brut (PIB) total, ainsi que sa valeur rapportée à la population. Montréal est la région la plus contributrice au PIB du Québec (35%).

## PIB et PIB par habitant, régions administratives du Québec
| Région                        | Code géographique | PIB (2019, G$) | Pourcentage du total (2019) | Habitants (2019) | PIB par habitant (2019, $) |
| ----------------------------- | ----------------- | -------------- | --------------------------- | ---------------- | -------------------------- |
| Québec                        | 00                | 426,3          | 100                         | 8 574 571        | 50 147                     |
| Bas-St-Laurent                | 01                | 7,9            | 1,85                        | 197 987          | 40 144                     |
| Saguenay-Lac-St-Jean          | 02                | 11,8           | 2,77                        | 278 971          | 42 520                     |
| Capitale-Nationale            | 03                | 41,2           | 8,66                        | 757 065          | 54 798                     |
| Mauricie                      | 04                | 10,2           | 2,39                        | 274 013          | 37 617                     |
| Estrie                        | 05                | 13,5           | 3,17                        | 333 704          | 40 949                     |
| Montréal                      | 06                | 150,6          | 35,32                       | 2 069 849        | 72 914                     |
| Outaouais                     | 07                | 14,8           | 3,47                        | 401 388          | 37 299                     |
| Abitibi-Témiscamingue         | 08                | 8,7            | 2,04                        | 147 897          | 58 793                     |
| Côte-Nord                     | 09                | 7,4            | 1,74                        | 90 529           | 81 787                     |
| Nord-du-Québec                | 10                | 5,0            | 1,17                        | 46 178           | 109 156                    |
| Gaspésie-Îles-de-la-Madeleine | 11                | 3,5            | 0,82                        | 90 697           | 38 876                     |
| Chaudière-Appalaches          | 12                | 19,0           | 4,46                        | 432 782          | 44 238                     |
| Laval                         | 13                | 17,6           | 4,13                        | 442 648          | 40 009                     |
| Lanaudière                    | 14                | 15,4           | 3,61                        | 524 368          | 29 900                     |
| Laurentides                   | 15                | 23,8           | 5,58                        | 631 592          | 38 375                     |
| Montérégie                    | 16                | 65,4           | 15,34                       | 1 603 232        | 41 277                     |
| Centre-du-Québec              | 17                | 10,6           | 2,49                        | 251 671          | 42 392                     |